# T4 (Zambia)
De T4 is een Trunk Road in Zambia. De weg loopt van Lusaka via Katete en Chipata naar Malawi. De weg is 420 kilometer lang.
T1 · T2 · T3 · T4 · T5 · T6
M1 · M2 · M3 · M4 · M8 · M9 · M10 · M11 · M12 · M13 · M14 · M15 · M18 · M20
D1 · D3 · D4 · D18 · D19 · D20 · D36 · D39 · D43 · D47 · D53 · D56 · D63 · D79 · D88 · D94 · D96 · D100 · D103 · D104 · D105 · D128 · D145 · D151 · D152 · D180 · D181 · D183 · D200 · D206 · D220 · D223 · D225 · D235 · D286 · D291 · D293 · D294 · D295 · D296 · D301 · D316 · D319 · D320 · D323 · D324 · D325 · D356 · D361 · D365 · D375 · D385 · D414 · D416 · D421 · D451 · D459 · D461 · D462 · D463 · D486 · D491 · D492 · D493 · D500 · D557 · D733 · D769 · D775 · D776 · D787 · D790 · D792 · D793 · D817